# Pasarón de la Vera
Pasarón de la Vera es un municipio español del noreste de la provincia de Cáceres, comunidad autónoma de Extremadura. 

## Toponimia
Esta población parece haber conservado su nombre prerromano modificado con los siglos. En el vasco, Jarán-Harán-Xarán, significa valle o ribera del río. Contrariamente a la teoría de Paxarón, como pájaro grande, Pasarón derivaría de Pas-Xaran, Valle del Pas o paso, muy posiblemente debido a ser paso de la Vera al Valle del Jerte.
Es fácil de entender que los repobladores de Pasarón no hablaran bable, dado que tanto el Valle del Jerte como la Vera fueron reconquistados y poblados por castellanos.

## Geografía física
Se sitúa dentro de la mancomunidad de La Vera. Tiene una extensión de 38,97 km², está a una altitud de 602 m, y cuenta con  608 habitantes. 
Se encuentra en la falda de la sierra de Tormantos, en la parte más occidental de la sierra de Gredos. Integra, junto a otros pueblos de similares características, la mancomunidad de La Vera, formada por municipios que se sitúan entre la ladera sur de la sierra de Gredos y el cauce del río Tiétar. 
Dada su extraordinaria ubicación, protegida de los vientos del norte y por las sierras de Gredos y Tormantos, y custodiada en sus flancos por dos montes, regada por el agua que desciende por su valle desde "La desesperá" y bañada por el sol de mediodía, no es de extrañar que por muy distintas que fuesen sus culturas y rezos, muchas civilizaciones se asentasen en sus laderas.

## Historia
Se sabe que en estas regiones vivieron los Vetones, antes de la ocupación romana. La existencia de un antiguo Verraco de piedra, probablemente destruido en el siglo pasado, pero que aparece en el escudo del pueblo, sería una de las pruebas dejadas por el paso de estas tribus. Algunos vestigios, herramientas de piedra, monumentos megalíticos, etc., hacen pensar que este pequeño y fértil valle fue ocupado por civilizaciones prehistóricas.
Perteneciente a Plasencia hasta 1331, se convierte en villa de señorío por concesión de Alfonso XI al infante Alonso de la Cerda. Más tarde, en el siglo XVI, pasaría a ser propiedad de Garcí-Fernández Manrique de Lara, conde de Osorno, primer propietario del Palacio que lleva su nombre. Su amistad con Carlos V le llevó a asistir a su coronación en Italia, de donde no solo se trajo el estilo renacentista que define las líneas de su palacio, sino que además encargó a artistas de aquel país muchas de las jambas y dinteles que hoy pueden admirarse en dicha construcción monumental.
A la caída del Antiguo Régimen la localidad se constituye en municipio constitucional, entonces conocido como Pasarón en la región de Extremadura que desde 1834 quedó integrado en partido judicial de Jarandilla que en el censo de 1842 contaba con 270 hogares y 1479 vecinos.

## Demografía
Pasarón de la Vera cuenta con una población de 592 habitantes (INE 2024).
| Gráfica de evolución demográfica de Pasarón de la Vera entre 1842 y 2021 |
| |
| Población de derecho según los censos de población del INE Población de hecho según los censos de población del INEEn estos censos se denominaba Pasarón: 1842, 1857, 1860, 1877, 1887, 1897, 1900, 1910, 1920, 1930, 1940, 1950 y 1960. |

## Vías de acceso
- Carretera EX-203
- Carretera EX-119

## Gobierno y administración

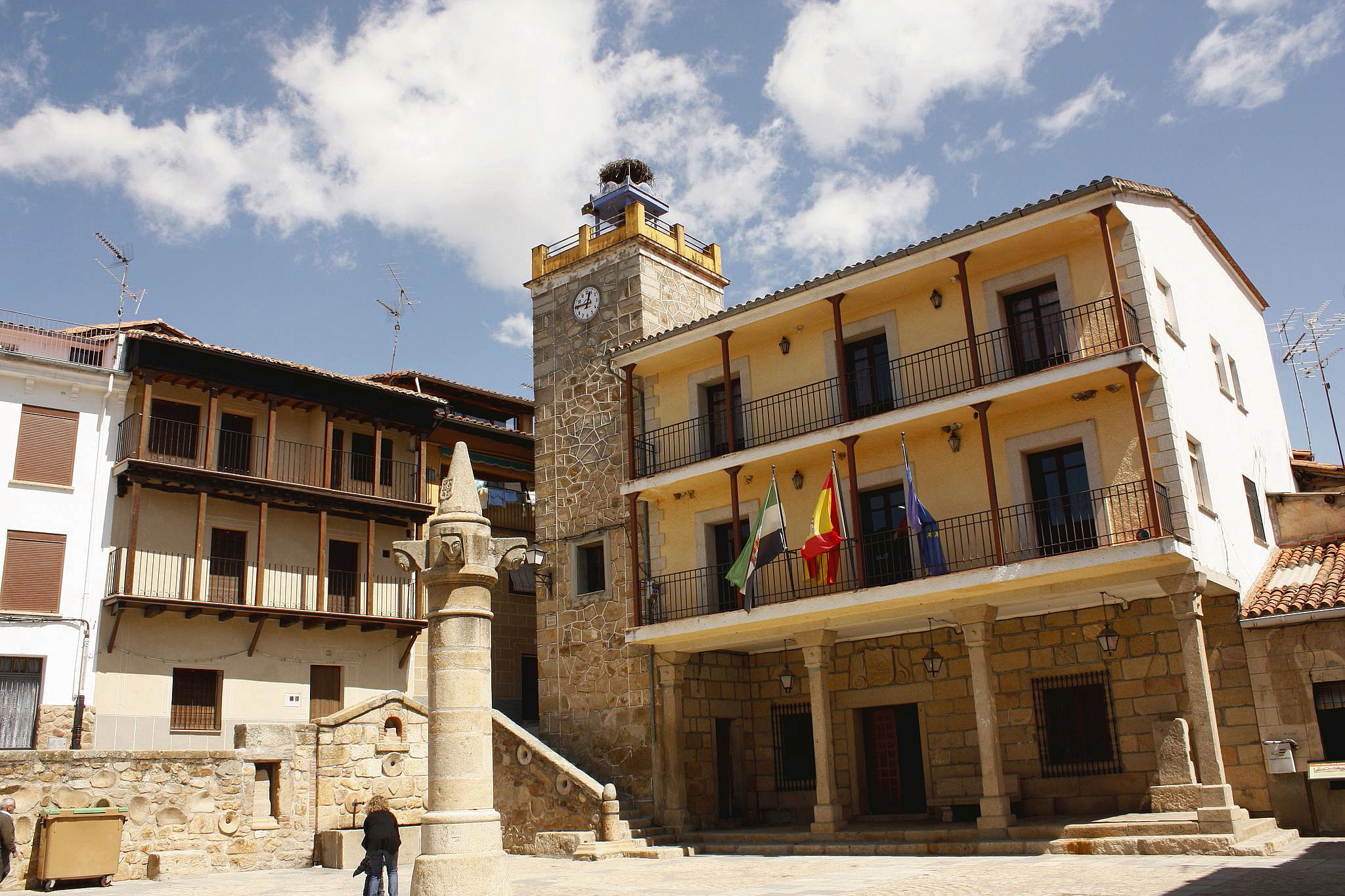
Casa consistorial

La administración política del municipio se realiza a través de un ayuntamiento de gestión democrática, cuyos componentes se eligen cada cuatro años por sufragio universal. El censo electoral está compuesto por todos los residentes empadronados en Pasarón de la Vera, mayores de 18 años y con nacionalidad de cualquiera de los países miembros de la Unión Europea. Según lo dispuesto en la Ley del Régimen Electoral General, que establece el número de concejales elegibles en función de la población del municipio, en este caso la corporación municipal está formada por 7 ediles.
| Periodo   | Nombre                      | Partido       |
| --------- | --------------------------- | ------------- |
| 1979-1983 | Jesús Herrero Martín        | UCD           |
| 1991-1995 | José Antonio Sánchez Prieto | Independiente |
| 1995-1999 | José Antonio Sánchez Prieto | Independiente |
| 1999-2003 | José María Campo Sánchez    | PSOE          |
| 2003-2007 | José María Campo Sánchez    | PSOE          |
| 2007-2011 | José María Campo Sánchez    | PSOE          |
| 2011-2015 | José María Campo Sánchez    | PSOE          |
| 2015-2019 | José María Campo Sánchez    | PSOE          |
| 2019-2023 | Samuel Martín García        | PSOE          |
| 2023-act. | Samuel Martín García        | PSOE          |

| Concejal                     | Partido | Partido |
| ---------------------------- | ------- | ------- |
| Samuel Martín García         |         | PSOE    |
| Rafael Sánchez Pavón         |         | PP      |
| Mario Isaac Mateos Blazquez  |         | PSOE    |
| María Ulpiana Campos Serrano |         | PSOE    |
| Alberto Muñoz Muñoz          |         | PSOE    |
| María Fernández Rodríguez    |         | PSOE    |
| Teofila Sánchez Mendo        |         | PSOE    |

| Partido político                                                                             | 1979    | 1979       | 1983    | 1983       | 1987    | 1987       | 1991    | 1991       | 1995    | 1995       | 1999    | 1999       | 2003    | 2003       | 2007    | 2007       | 2011    | 2011       | 2015    | 2015       | 2019    | 2019       | 2023    | 2023       |
| Partido político                                                                             | % votos | concejales | % votos | concejales | % votos | concejales | % votos | concejales | % votos | concejales | % votos | concejales | % votos | concejales | % votos | concejales | % votos | concejales | % votos | concejales | % votos | concejales | % votos | concejales |
| Partido Socialista Obrero Español (PSOE)                                                     | 43,72   | 4          | 44,57   | 5          | 64,87   | 5          | 29,53   | 2          | 23,89   | 2          | 66,81   | 5          | 59,16   | 4          | 72,31   | 5          | 74,07   | 5          | 77,16   | 6          | 75,24   | 6          | 82,60   | 6          |
| Partido Popular (PP) (Alianza Popular hasta 1989) (Junto a Extremadura Unida en 2007 y 2011) | -       | -          | 32,40   | 3          | 35,13   | 2          | 23,06   | 1          | 15,38   | 1          | 33,19   | 2          | 40,84   | 3          | 27,69   | 2          | 25,93   | 2          | 22,84   | 1          | 24,76   | 1          | 17,40   | 1          |
| Grupo Independiente Pasaroniego (GIP)                                                        | -       | -          | -       | -          | -       | -          | -       | -          | 37,65   | 3          | -       | -          | -       | -          | -       | -          | -       | -          | -       | -          | -       | -          | -       | -          |
| Grupo Independiente "VETTONES" de Pasaron (GIVP)                                             | -       | -          | -       | -          | -       | -          | -       | -          | 17,61   | 1          | -       | -          | -       | -          | -       | -          | -       | -          | -       | -          | -       | -          | -       | -          |
| Izquierda Unida - Los Verdes - Compromiso Extremadura (IU-LV)                                | -       | -          | -       | -          | -       | -          | -       | -          | 5,47    | 0          | -       | -          | -       | -          | -       | -          | -       | -          | -       | -          | -       | -          | -       | -          |
| Independientes de Pasaron (IP)                                                               | -       | -          | -       | -          | -       | -          | 47,41   | 4          | -       | -          | -       | -          | -       | -          | -       | -          | -       | -          | -       | -          | -       | -          | -       | -          |
| Extremadura Unida (EU)                                                                       | -       | -          | 16,67   | 1          | -       | -          | -       | -          | -       | -          | -       | -          | -       | -          | -       | -          | -       | -          | -       | -          | -       | -          | -       | -          |
| Partido Comunista de España (PCE)                                                            | -       | -          | 6,37    | 0          | -       | -          | -       | -          | -       | -          | -       | -          | -       | -          | -       | -          | -       | -          | -       | -          | -       | -          | -       | -          |
| Unión de Centro Democrático (UCD)                                                            | 56,28   | 5          | -       | -          | -       | -          | -       | -          | -       | -          | -       | -          | -       | -          | -       | -          | -       | -          | -       | -          | -       | -          | -       | -          |

## Patrimonio

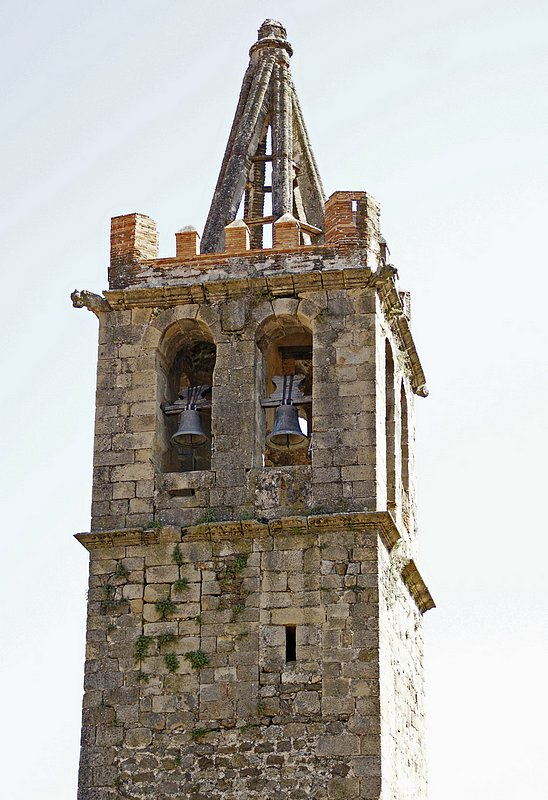
Iglesia del Salvador

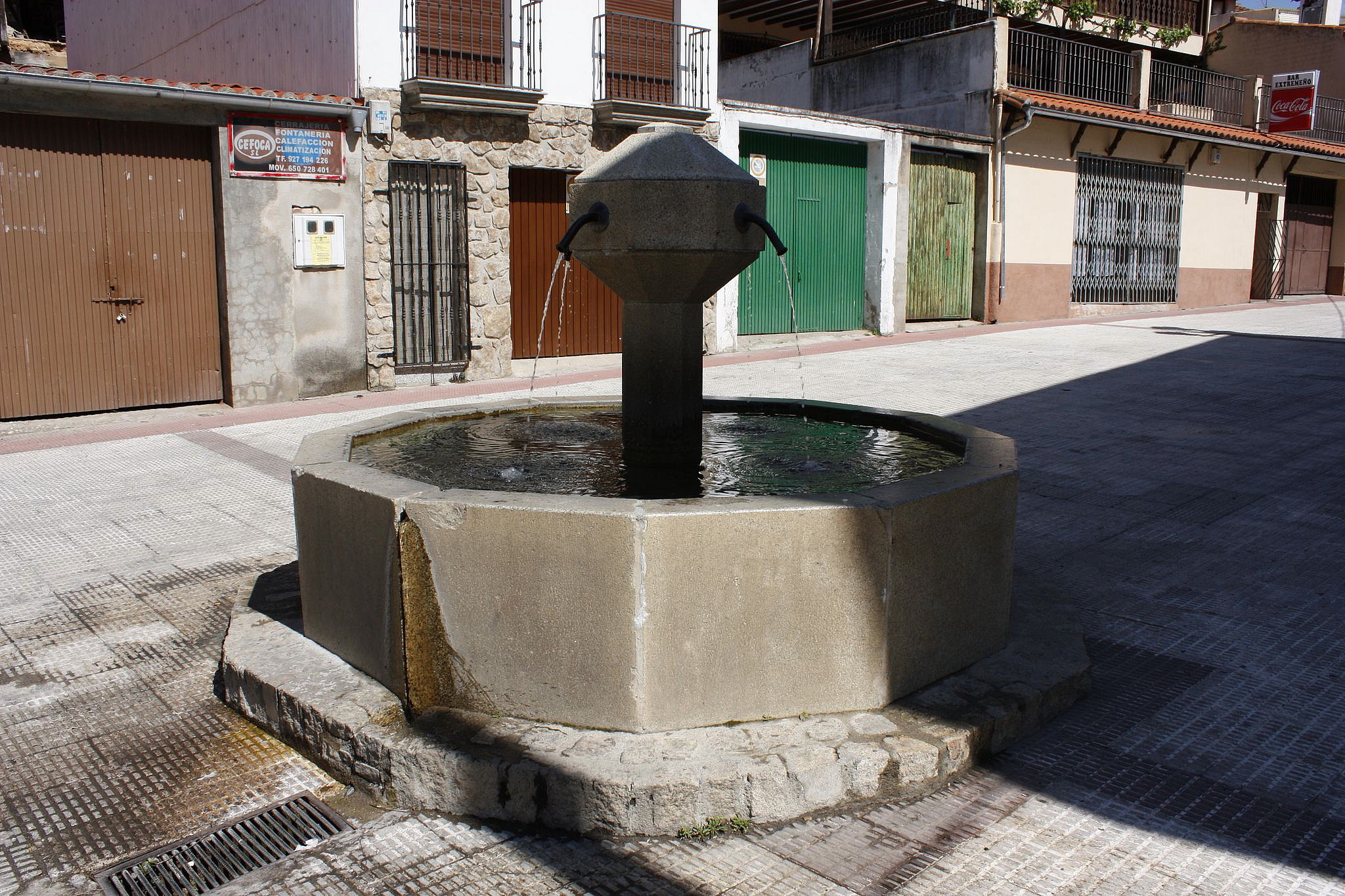
Fuente en Pasarón de la Vera

Pasarón de la Vera está declarado Bien de Interés Cultural (BIC), con la categoría de conjunto histórico-artístico, por su valor arquitectónico.
Entre los edificios más significativos destacan, entre otros:
- Iglesia de El Salvador. Iglesia parroquial católica bajo la advocación de El Salvador , en la archidiócesis de Mérida-Badajoz, diócesis de Plasencia, arciprestazgo de Jaraíz de la Vera.[11] Edificio que data del siglo XV.[12]
- Museo Pecharromán, La casona está levantada por los Manrique de Lara en el primer tercio del siglo XVI, su escudo se encuentra en el zaguán, obra del ilustrador Antonio Godinho, caballero hidalgo de la Casa del Rey, fueron escuelas públicas durante el reinado de Alfonso XIII, actualmente se conserva fielmente rehabilitada y protegida por Patrimonio. Contiene las colecciones del creador Ricardo Pecharromán y Morales (Madrid 1949), dispone también de una biblioteca especializada para investigadores con 150 000 volúmenes de contenido sobre pintura, escultura, grabado, fotografía y cine entre otras especialidades, otros 8000 documentos están relacionados con la vida y obra del artista. Desde el 10 de abril de 2015 es Fundación Pecharromán bajo el Protectorado del Ministerio de Cultura de España.
- Ermita de la Blanca, del siglo XV.
- Palacio de los Manrique de Lara. Edificado sobre un caserón de caza de los Condes de Alba del siglo XIV, se construye esta majestuosa ampliación en 1531, cuando D. Garci Fernández Manrique de Lara, III conde de Osorno y su mujer María de Luna, adquieren el Señorío de Pasarón. Su fachada principal de dos niveles, se convierte en tres aprovechando el desnivel del Mediodía. Preciosos balcones y una galería arcada, dan gran vistosidad a tres de sus muros. En su interior contiene una escalera renacentista, unas majestuosas bodegas y un nevero. No muy usual en las construcciones de la época, dio lugar a la Leyenda de La Magdalena, el primer amor de Jeromín o Don Juan de Austria. Está declarado como BIC en la categoría de monumento.
- Casa de Luis Prieto, del siglo XVIII.
- Ermita del Cristo de la Misericordia.
- Ermita de San Blas.
- Ermita de la Inmaculada.

Pasarón ha sido un enclave de gran importancia en la historia de la región. La elección del Monasterio de Yuste por parte del emperador se debe en parte a la gran influencia que tuvieron Garci Fernández Manrique, III conde de Osorno y María de Luna, sobre el emperador y su mujer Isabel de Portugal.
Grandes construcciones de la zona como algunas zonas de la catedral de Plasencia, El coro del Monasterio de Yuste, o La Casa del Obispo, etc, están relacionadas directamente con el obispo de Plasencia y constructor Gómez de Solís y Toledo, vecino de Pasarón y amigo personal del humanista Lucio Marineo Sículo quien hizo una de las mejores descripciones de la bella estampa del pueblo de Pasarón: "…que paresce altar en medio de la tribuna del templo"
Aunque su mayor riqueza es el conjunto en sí y sus recogidas callejas de distribución y arquitectura típicamente verata.
La leyenda de amor entre Juan de Austria ( en ese momento Jeromín) y Magdalena Osorio Manrique de Lara, fechada en el verano de 1558, ha impregnado para siempre a este pueblo de un halo de romanticismo palpable entre sus muros, rincones y callejas. Esta singular atmósfera intenta ahora ser revivida con iniciativas culturales y turísticas por parte del Ayuntamiento y de las asociaciones locales. 
Destacables también son sus bosques de robles y castaños, huertas de olivos, de higueras y cerezos.

## Festividades
- 3 de febrero - San Blas
- Semana Santa - Representación de la Pasión
- Lunes de Pascua - Romería de Nuestra Sra. de la Blanca
- Del 5 al 8 de agosto - Fiestas patronales de El Salvador
- 15 de agosto - Fiesta Patronal de Nuestra Sra. de la Blanca
- 14 de septiembre - Cristo de la Misericordia